# Segenskirche (Frankfurt-Griesheim)

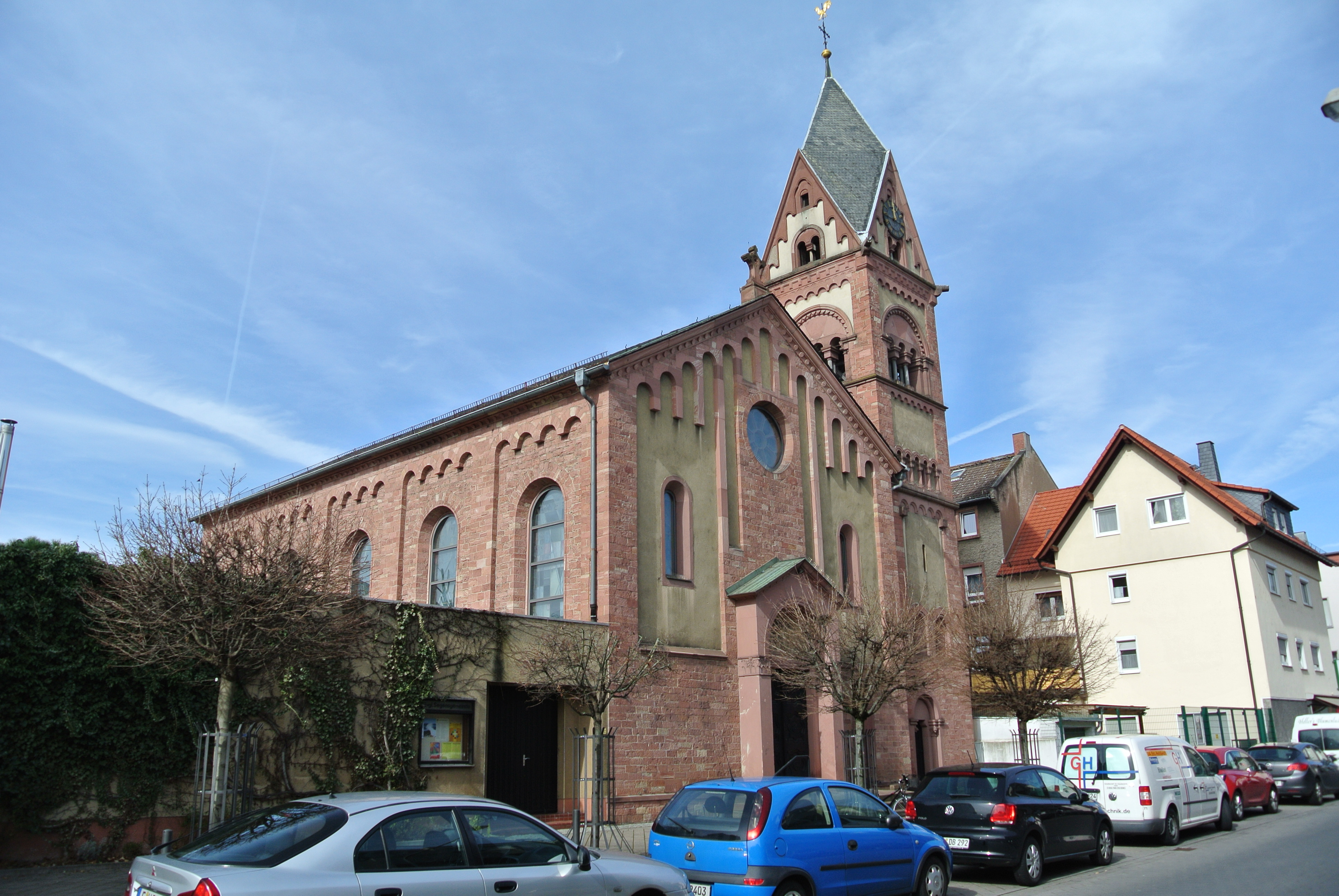
Segenskirche von Südosten

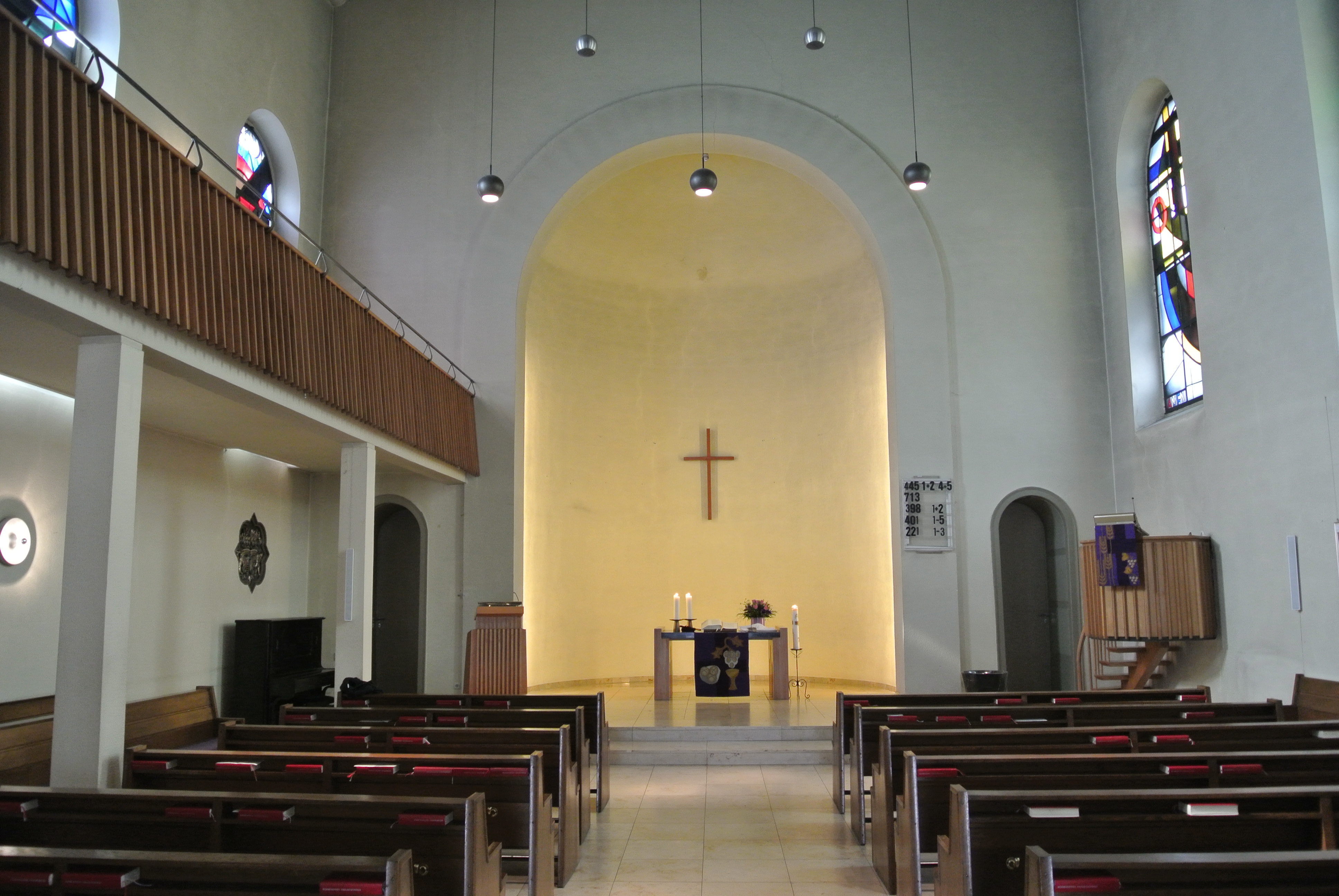
Innenraum

Die Segenskirche ist ein evangelisches Gotteshaus im Stil der Neoromanik und ein hessisches Kulturdenkmal in Griesheim, einem Stadtteil von Frankfurt am Main.

## Geschichte
Im Mittelalter gehörte Griesheim kirchlich zu Nied und war eng mit dessen Geschichte verbunden. Seit 1342 gehörten beide Orte zur Grafschaft Hanau, die 1554 die lutherische Reformation einführte. Danach kam es immer wieder zu Auseinandersetzungen mit dem Erzbistum Mainz. Mitte des 17. Jahrhunderts lebten nur wenige Protestanten in Griesheim, die nach Bockenheim, Ginnheim oder zum Gutleuthof in den Gottesdienst gingen. Durch einen Tauschvertrag zwischen Hanau und Mainz fielen im Jahr 1684 Griesheim und Nied gänzlich an Mainz. In diesem Vertrag wurde den Bewohnern Religionsfreiheit zugesichert wie es im Westfälischen Frieden von 1648 festgelegt worden war. 1779 durfte erstmals der evangelische Pfarrer vom Gutleuthof in Griesheim Amtshandlungen vornehmen. 1803 kamen Griesheim und Nied zum Herzogtum Nassau. Im Jahr 1828 wurde in Nied die Simultankirche errichtet, die seitdem auch die evangelischen Griesheimer nutzen konnten.
Im Jahr 1861 wurde den Griesheimern aufgrund einer großzügigen Spende von Louise von Bose die Erlaubnis von der Nassauischen Regierung erteilt, eine eigene evangelische Kirchengemeinde zu gründen. Im Gegenzug erhielt die Stifterin das Patronatsrecht und bestimmte als ersten Pfarrer Eugen Heydenreich. Für das neue Kirchengebäude wählte man ein Grundstück in der Alten Falterstraße, auf dem von 1815 bis 1830 der erste Friedhof war. Nachdem weitere finanzielle Mittel bei Gustav-Adolf-Vereinen gesammelt und der Architekt Heinrich Burnitz mit der Planung beauftragt worden war, konnte mit dem Kirchenneubau begonnen werden. Am 20. Oktober 1863 feierte man Grundsteinlegung, und am 20. September 1865 wurde die neue Kirche eingeweiht.
Das Sandsteinrelief über dem Portal wurde 1881 ergänzt. 1893 errichtete man den Glockenturm nach Plänen des Architekten Ludwig Hofmann, durch den der bisherige Dachreiter überflüssig wurde. 1894 wurde der Innenraum mit floralen Motiven ausgemalt und 1906 die Empore an der Rückseite eingefügt. Der Innenraum wurde 1925 nach einem Entwurf von Otto Linnemann renoviert. Im Zweiten Weltkrieg wurde die Kirche bei den Luftangriffen auf Frankfurt am Main beschädigt und danach in Eigenhilfe wieder instand gesetzt. 1955 bis 1956 erfolgte eine grundlegende Sanierung unter Leitung des Architekten Arnold Rakete, bei der auch Buntglasfenster eingebaut wurden.

## Architektur
Die Segenskirche liegt im Ortskern von Griesheim in der Alten Falterstraße 6. Die Hallenkirche hat einen halbrunden Chorabschluss im Westen und ein Satteldach. Die Grundfläche beträgt etwa sechsundzwanzig auf zwölf Meter. Die Außenwände bestehen überwiegend aus rotem Sandstein und sind durch einen Bogenfries im Bereich der Traufe und der Giebelwand gestaltet. Die Gestaltung mit Rundbögen ist typisch für neoromanische Architektur. Lisenen und fünf Rundbogenfenster gliedern die Längswände. Die östliche Giebelwand an der Eingangsseite ist teilweise verputzt und ebenfalls vertikal mit Mauerblenden gegliedert. Das Portal besteht aus glatt behauenem Sandstein im Gegensatz zur rauen Oberfläche der übrigen Fassaden. Das Sandsteinrelief von Heinrich Petry über dem Portal zeigt Jesus und die Jünger in Emmaus.
Der Innenraum ist geprägt von dem großen Bogen in der Wand vor dem Chor und der sichtbaren Dachkonstruktion. Die Gestaltung der Holzbalken greift das neoromanische Motiv der Rundbögen auf. Vor den hell verputzten Wänden ist eine zweiseitige Empore angeordnet. Ihre Brüstung ist mit senkrechten Holzleisten verkleidet.
Die dreizehn Buntglasfenster wurden nach einem Entwurf von Hermann Goepfert von Hans Bernd Gossel in den Glaswerkstätten der Städelschule angefertigt. Die Themen der Bilder wurden aus der Genesis und der Offenbarung des Johannes entnommen.

### Orgel

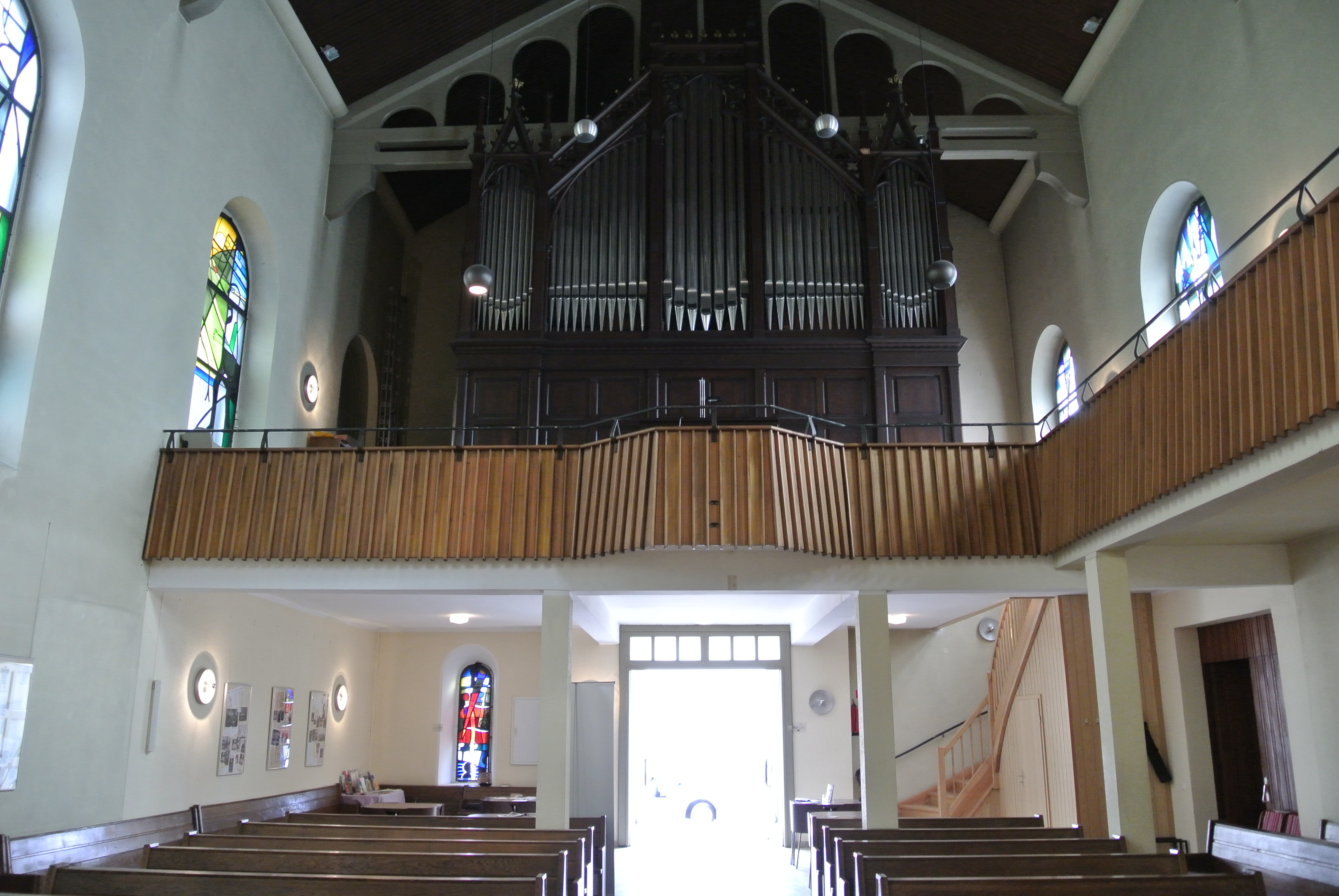
Empore, Orgel und Dachkonstruktion

Die Orgel auf der rückwärtigen Empore stammt von dem Orgelbauer Wilhelm Sauer, wurde als Opus 475 im Jahr 1887 ursprünglich für die Evangelische Kirche im Bochumer Stadtteil Laer hergestellt und 1974 wegen Abriss der Kirche eingelagert. Das historische Instrument wurde von der hessischen Landeskirche erworben und 1995 eingebaut. Es ist für die Wiedergabe von Orgelmusik des 19. Jahrhunderts besonders gut geeignet. Die Orgel hat 28 Register mit mechanischer Spiel- und Registertraktur und folgende Disposition:
| I Manual C–f3    |        |
| Bordun           | 16′    |
| Prinzipal        | 8′     |
| Gedackt          | 8′     |
| Flûte harmonique | 8′     |
| Viola die Gamba  | 8′     |
| Rohrflöte        | 4′     |
| Octave           | 4′     |
| Quinte           | 5 1⁄3′ |
| Mixtur IV        |        |
| Cornett III–IV   |        |
| Trompete         | 8′     |

| II Manual C–f3    |     |
| Lieblich Gedackt  | 16′ |
| Prinzipal         | 8′  |
| Rohrflöte         | 8′  |
| Salicional        | 8′  |
| Aeoline           | 8′  |
| Voix céleste      | 8′  |
| Traversflöte      | 4′  |
| Fugara            | 4′  |
| Progressio II–III |     |

| Pedal C–d1  |         |
| Contrabass  | 16′     |
| Violonbass  | 16′     |
| Subbass     | 16′     |
| Violoncello | 8′      |
| Prinzipal   | 8′      |
| Quintbass   | 10 2⁄3′ |
| Gemshorn    | 4′      |
| Posaune     | 16′     |

- Koppeln: II/I, I/P, II/P

### Glocken
Die Segenskirche verfügt über vier Glocken von der Glockengießerei Rincker. In beiden Weltkriegen wurden 1917 und 1942 je drei Glocken beschlagnahmt.
| Nr. | Nominal | Gewicht | Durchmesser | Jahr | Spruch                                                                     |
| 1   | f1      | 780 kg  | 1,11 m'     | 1954 | Wachet auf, ruft uns die Stimme                                            |
| 2   | a1      | 390 kg  | 0,89 m      | 1954 | Wir warten eines neuen Himmels und einer neuen Erde nach seiner Verheißung |
| 3   | c2      | 240 kg  | 0,75 m      | 1954 | Siehe ich bin bei euch alle Tage bis an der Welt Ende                      |
| 4   | d1      | 137 kg  |             | 1923 | Eine feste Burg ist unser Gott                                             |